# Капачі
Капачі (італ. Capaci, сиц. Capaci) — муніципалітет в Італії, у регіоні Сицилія,  метрополійне місто Палермо.
Капачі розташоване на відстані близько 420 км на південь від Рима, 13 км на північний захід від Палермо.
Населення — 11 314 осіб (2014).
Щорічний фестиваль відбувається 2 червня. Покровитель — Sant'Erasmo.

## Демографія
Населення за роками:

Станом на 1 січня 2023 року в муніципалітеті офіційно проживав 101 іноземець з 26 країн, серед них 44 громадяни країн Євросоюзу та 3 громадяни України.

## Сусідні муніципалітети
- Ізола-делле-Фемміне
- Карині
- Торретта